# Старокатолическая церковь мариавитов в Польше
Старая католическая церковь мариавитов — христианская церковь католического течения, легально действующая в Польше и Франции. В 2017 году в 36 приходах насчитывалось 22 849 верующих (в том числе 27 священнослужителя в основном в Мазовии. После раскола с Римско-католической церковью община мариавитов стала церковью, приняв название католической церкви мариавитов, изменённой в более поздние годы на старокатолическую церковь мариавитов, которая была выражением принадлежности к старокатолическим церквям, связанным в Утрехтский союз. В статуте от 31 октября 1967 года название было изменено на Старая католическая церковь мариавитов.
С 2015 года Ярослав Мария Ян Опала является епископом Церкви. Священником Старокатолической Мариавитской церкви может быть мужчина, который окончил Христианскую богословскую академию в Варшаве — кафедру старокатолической теологии или Высшую духовную семинарию старой католической церкви мариавитов в Плоцке и был одобрен церковными властями. Духовенство состоит из епископов, священников и диаконов. Епископ в Старокатолической Мариавитской церкви — это священник, избираемый общим капитулом или синодом, посвященный тремя епископами Церкви — главный освящатель по должности является главным епископом. В Старой католической церкви мариавитов священники теперь имеют свободу выбора своего семейного положения: они могут вступать в брак, принимать религиозные обеты или жить в одиночестве. С другой стороны, религиозные сестры должны дать обет целомудрия. Все духовные лица обязаны соблюдать францисканский дух. Духовенство в своей работе должно руководствоваться лозунгом: Все для большей славы Божией и чести Пресвятой Девы Марии.